# 李嗣棠
李嗣棠，湖南宝庆府人，清朝政治人物、同进士出身。
道光六年（1826年）丙戌科进士，改庶吉士，改授广东恩平县知县。